# United States Census Bureau
United States Census Bureau (oficjalna nazwa Bureau of the Census, w tłumaczeniu na polski Biuro Spisu Ludności) – rządowa agencja wchodząca w skład Departamentu Handlu Stanów Zjednoczonych, która jest odpowiedzialna za spisy ludności Stanów Zjednoczonych i inne zestawienia statystyczne.